# Sap
Se även SAP för fler betydelser.
Sap är en EP av Alice in Chains, utgiven den 4 februari 1992.

## Låtförteckning
1. Brother – 4:27
2. Got Me Wrong – 4:12
3. Right Turn – 3:17
4. Am I Inside – 5:09
5. Love Song – 3:44

## Alice Mudgarden
Alice Mudgarden var "bandet" bakom låten Right Turn. Namnet Alice Mudgarden är en sammanslagning av de tre grungebanden Alice in Chains, Mudhoney och Soundgarden, detta för att sångarna från de två sistnämnda banden (Mark Arm respektive Chris Cornell) medverkar på låten. Låten står dock ändå registrerad för Alice in Chains.
Alice in Chains gitarrist Jerry Cantrell pratade med Cornell och Arm om att bilda en supergrupp vid namn Alice Mudhoney, men när låten Right Turn nådde mainstream-pupularitet dog idén.